# Piazza Vanvitelli
Piazza Vanvitelli è una piazza di Napoli situata nel quartiere Vomero.
È dedicata al grande architetto Luigi Vanvitelli, fra le cui opere sono da annoverare la Reggia di Caserta e il Foro Carolino.
La piazza è a pianta ottagonale e in essa si incrociano due fondamentali strade del quartiere: via Alessandro Scarlatti e via Bernini, le quali individuano i due assi su cui si articola lo schema urbanistico ippodameo che struttura l'intero rione. Questo, assieme alla presenza dell'omonima stazione della metropolitana, ne fanno il cuore del quartiere e il centro della vita notturna del rione.

## Storia

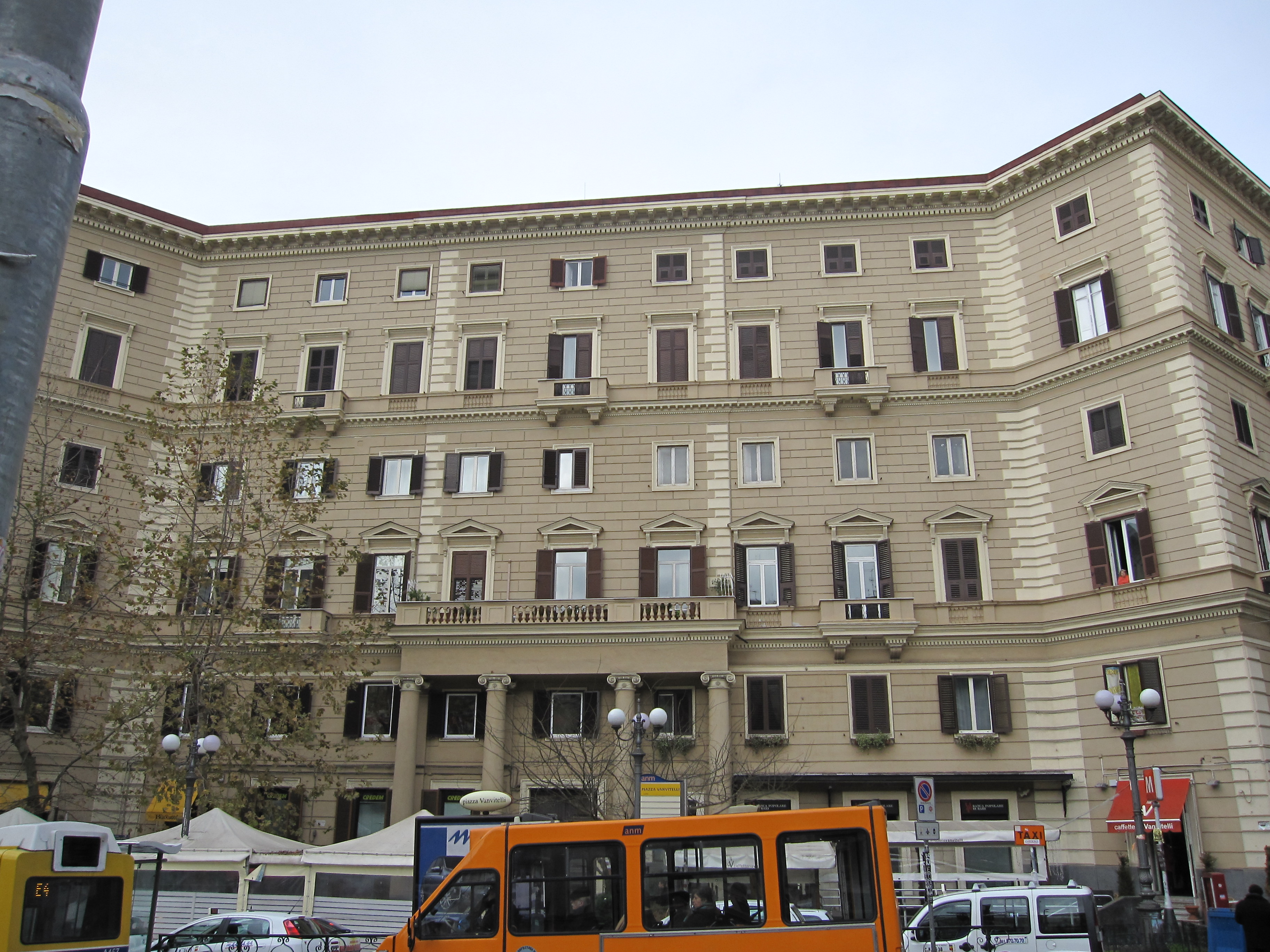
Uno dei quattro edifici neorinascimentali ai lati della piazza

La piazza nasce negli anni Ottanta del XIX secolo, grazie ad uno dei tanti interventi eseguiti per il Piano di Risanamento e Ampliamento. Infatti nel 1885 fu progettato il nuovo rione del Vomero che prevedeva una sistemazione ortogonale delle vie. Punto di intersezione degli assi principali del nuovo quartiere era proprio piazza Vanvitelli.
Nello stesso anno partirono i lavori di costruzione, dopo la cerimonia di inaugurazione a cui assisterono i Reali d'Italia e il sindaco di allora, Nicola Amore. I lavori, intrapresi dalla Banca Tiberina furono completati in breve tempo e già nel 1889 le strade principali del quartiere furono tracciate; esse furono dedicate a 37 importanti artisti, tra cui il Vanvitelli.
In piazza Vanvitelli furono costruiti ai lati della piazza quattro edifici in stile neorinascimentale, stile tipico di molte costruzioni del quartiere, in particolare della parte bassa del Vomero, tra la piazza e la certosa di San Martino, edificata tra la fine dell'Ottocento e i primi anni del Novecento.
Al centro della piazza fu inizialmente installata al centro dell'aiuola una fontana in granito e piperno, ma questa fu tolta nei primi anni del XX secolo in occasione dei lavori di posizionamento delle rotaie del tram. Al suo posto fu piantumata una palma proveniente da una colonia italiana in Africa.

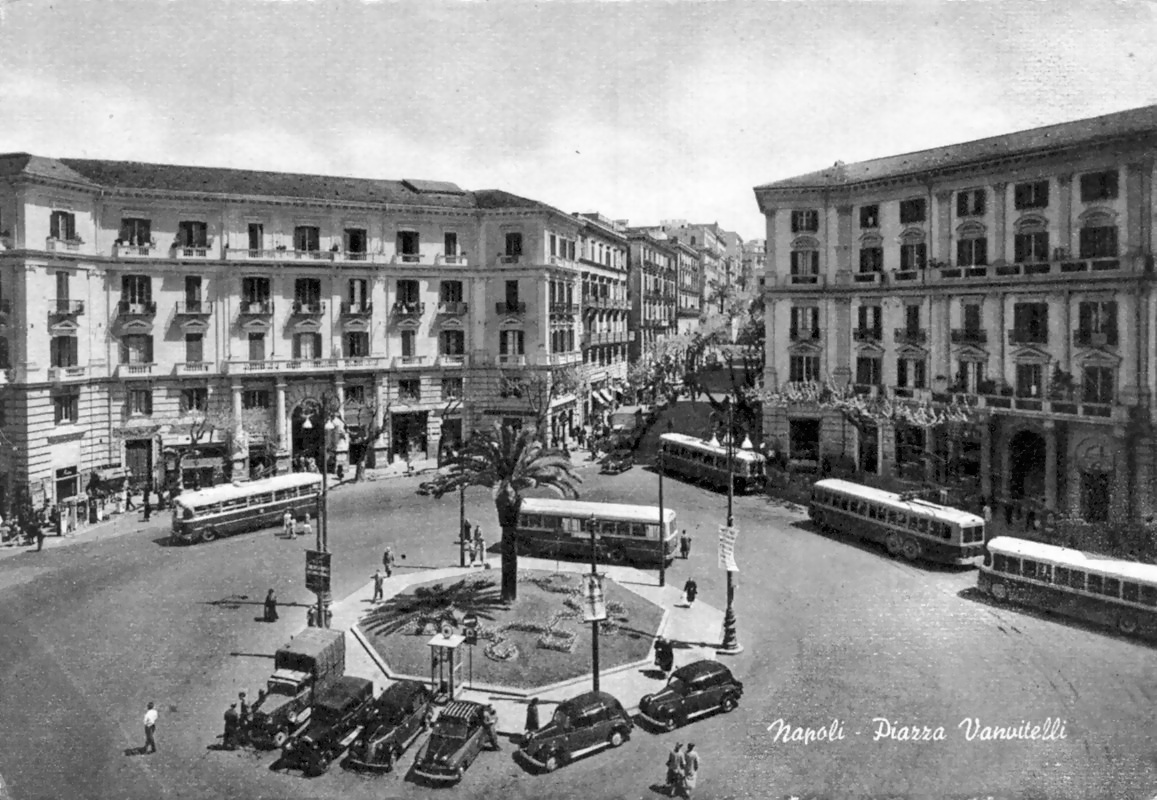
La piazza negli anni '50 del XX secolo

Il 22 dicembre 1976 fu posata dall'allora sindaco Maurizio Valenzi e dall'allora assessore ai trasporti Luigi Buccico in piazza Medaglie d'Oro (l'opposto nord di piazza Vanvitelli) la prima pietra della Metropolitana Collinare, l'odierna linea 1. Piazza Vanvitelli ebbe il suo cantiere nel 1980 e dovette subire la sua invadenza fino al 1993, anno in cui fu inaugurata la stazione Vanvitelli e la prima tratta della metropolitana. Il cantiere occupò l'intera piazza, l'adiacente via Bernini in tutta la sua lunghezza nonché le susseguenti via Mario Fiore e, successivamente, via Ugo Niutta, ovviamente tutte chiuse al traffico per l'intera durata delle opere in quanto i lavori richiedevano lo realizzazione delle sottostanti gallerie con la tecnica dello scavo "a cielo aperto" a causa dei dislivelli presenti lungo la tratta. Per non penalizzare ulteriormente la viabilità della zona, fu installato nella piazza un enorme ponte in acciaio al fine di consentire il transito alle autovetture ed ai mezzi pubblici lungo via Scarlatti, che rimase invece aperta al traffico per tutta la durata dei lavori, ed anche su via Bernini furono realizzati altri due ponti per consentire l'attraversamento di altrettante traverse alle auto (via Solimene e via Torrione S.Martino/via S.Gennaro al Vomero), a riprova di quanto le opere siano state invasive e durevoli.
Nel dicembre 2009 la storica palma piantata nell'aiuola centrale (che era stata tolta per il cantiere della metropolitana e ripiantumata all'apertura della stazione) è morta dopo essere stata colpita dal cosiddetto punteruolo rosso, il parassita che ha fatto strage di palme in città, distruggendo tra l'altro le altrettanto storiche e belle file di palme in viale Gramsci e in viale Augusto.
Il Comune decise allora di piantumare un'altra essenza arborea e affidò la decisione ad un sondaggio sul proprio sito. La maggioranza optò per un lauro-canfora, ma scoppiarono le polemiche per via del risultato infelice oltre che per la decisione di non ripiantumare un'altra palma.

## Descrizione

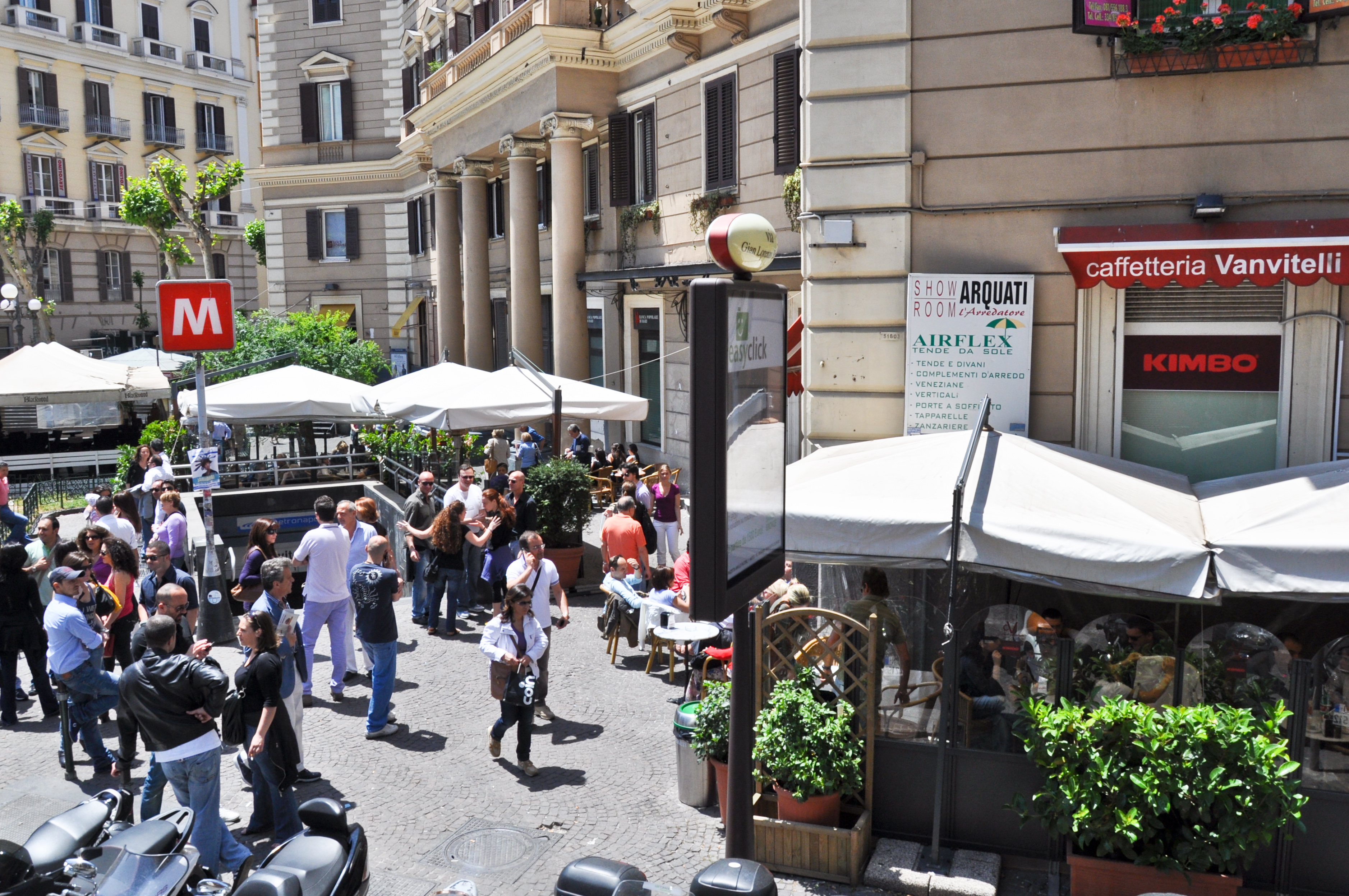
Un angolo della piazza con una delle uscite dalla metropolitana

La piazza è considerata il cuore del Vomero per la sua bellezza architettonica e per l'importanza che ha per il quartiere.
Dall'apertura della stazione della metropolitana, piazza Vanvitelli è divenuta un luogo di incontro di moltissimi giovani della città, in maggioranza provenienti dalla zona nord della città, collegata con il Vomero dalla stessa metropolitana.
Insieme alla palma, il simbolo della piazza è l'orologio storico dell'Ente Autonomo Volturno, uno dei dodici orologi pubblici sopravvissuti ai bombardamenti della seconda guerra mondiale dei ventuno installati tra il 1931 e il 1933 nelle strade più importanti della città. A partire dal 2008 dieci di loro hanno ricevuto un restauro conservativo, passando dal colore verde ad un grigio metallico oltre che il ripristino dell'originario quadrante a numeri arabi che dagli anni settanta recava numerazione romana.
A sud-est della piazza si apre la galleria Vanvitelli, una galleria commerciale costruita negli anni settanta a fianco ad un grande e storico bar del Vomero che oggi non c'è più: il bar Sangiuliano, che sorgeva all'angolo est tra via Scarlatti e la piazza (per la cronaca, ve ne era un altro proprio in piazza Medaglie d'Oro, fra via Niutta e Via Orsi, anch'esso non più esistente).

## Trasporti
Il miglior mezzo con cui raggiungere piazza Vanvitelli è senza dubbio la metropolitana con la già citata stazione.
Ad essa si aggiunge l'ampia rete di autobus del Vomero, che consente un buon collegamento con tutte le zone del centro.
A poca distanza dalla piazza, in via Domenico Cimarosa, sorge la stazione terminale alta della funicolare di Chiaia mentre in piazza Fuga, sempre nei paraggi di piazza Vanvitelli, quella della funicolare Centrale. Proseguendo in via Scarlatti, in direzione di Castel Sant'Elmo, si arriva invece alla stazione terminale alta della funicolare di Montesanto.